# 33 Whitecross Street
A Whitecross Street 33. szám alatt álló épület a walesi város, Monmouth egyik műemléke.

## Leírása
Az épület az egykori városfalakon belül épült fel a Whitecross Street keleti végén, ahol az utca beletorkollik a St. James’s Square-be. A walesi műemlék-nyilvántartó királyi bizottság alternatív címként a St. James’ Square 33.-at is használja. Az épületből kiváló kilátás nyílik a vasráccsal elkerített szivarfára, ami a tér és egyben Monmouth egyik látványossága.
Az épületet 2008. február 20-án nyilvánította műemlékké a Cadw. Apna Gir néven brit műemlék épületként (British Listed Building) is nyilván van tartva 1974. augusztus 15. óta. Az épület egy háromszintes első és egy kétszintes hátsó traktusból áll. Főhomlokzata szimmetrikus kialakítású. Kiemelkedő építészeti elemei az előtetős bejárat, valamint a bal oldalán lévő utcára kiugró ablakfülke. Palatető fedi. Valószínűleg a 18. században épült. 2009 januárjában a városi tanács engedélyezte az épület bővítését egy hátsó szárnnyal, viszont csak megfelelő régészeti előtanulmány elkészítése után. A régészeti feltárások során újkőkorszaki, római kori és középkori leletekre bukkantak az épülethez tartozó telken.

## Fordítás
- Ez a szócikk részben vagy egészben  a(z)   33 Whitecross Street, Monmouth című angol Wikipédia-szócikk ezen változatának fordításán alapul.  Az eredeti cikk szerkesztőit annak laptörténete sorolja fel. Ez a jelzés csupán a megfogalmazás eredetét és a szerzői jogokat jelzi, nem szolgál a cikkben szereplő információk forrásmegjelöléseként.